# Grażyna Rydzewska
Grażyna Maria Rydzewska-Wyszkowska (ur. 1958) – polska lekarz gastroenterolog, profesor nauk medycznych, profesor zwyczajna Uniwersytetu Jana Kochanowskiego w Kielcach.

## Życiorys
W 1982 ukończyła studia na Akademii Medycznej w Białymstoku. Specjalizowała się następnie w dziedzinie chorób wewnętrznych (1985 i 1989) oraz w dziedzinie gastroenterologii (2000). Doktoryzowała się w 1987, natomiast stopień doktora habilitowanego uzyskała w 1997 na uczelni macierzystej w oparciu o rozprawę Aktywacja fosfolipazy D w komórkach trzustkowych jako nowa droga przekaźnictwa wewnątrzkomórkowego. Tytuł naukowy profesora nauk medycznych otrzymała 22 października 2007.
Od 1982 do 1998 pracowała w Klinice Gastroenterologii Akademii Medycznej w Białymstoku. Jednocześnie w latach 1991–1993 była asystentem naukowym w Centrum Badań Nad Mechanizmami Wydzielniczymi Uniwersytetu w Sherbrooke w Kanadzie. W 2001 podjęła pracę w Instytucie Kształcenia Medycznego Akademii Świętokrzyskiej, przekształconego następnie w Wydział Lekarski i Nauk o Zdrowiu Uniwersytetu Jana Kochanowskiego w Kielcach. Na UJK objęła kierownictwo Instytutu Pielęgniarstwa i Położnictwa.
W 1989 odbyła staż w Pracowni Endoskopii Szpitala Świętego Erazma w Brukseli. W 1998 objęła stanowisko kierownika Kliniki Gastroenterologii Centralnego Szpitala Klinicznego MSWiA w Warszawie. W latach 2001–2007 była zastępcą dyrektora ds. medycznych tego szpitala. Od 2004 do 2014 była konsultantem krajowym w dziedzinie gastroenterologii.
Członkini Polskiego Towarzystwa Gastroenterologii, w którym pełniła funkcję wiceprezesa, a we wrześniu 2016, podczas 17. kongresu PTG, została wybrana jego prezesem. Jest również współzałożycielem i wieloletnim prezesem Polskiego Klubu Trzustkowego oraz była członkiem zarządu Europejskiego Klubu Trzustkowego. W 2006 została redaktorem naczelnym „Przeglądu Gastroenterologicznego”.
Została odznaczona m.in. Złotym Krzyżem Zasługi (2005) i Srebrnym Medalem „Zasłużony dla Nauki Polskiej Sapientia et Veritas” (2023). „Puls Medycyny” umieścił ją kilkukrotnie na liście 100 najbardziej wpływowych osób w polskiej ochronie zdrowia, w tym w 2011 na 24. miejscu. W 2014 została laureatką organizowanego przez Portale Medyczne konkursu „Kobiety Medycyny”. Weszła również w skład kapituły konkursowej Prix Galien Polska.